# Everyone Says 'Hi'
Everyone Says 'Hi' è un singolo del cantautore britannico David Bowie, pubblicato nel 2002 ed estratto dall'album Heathen.

## Tracce
UK versione 1
1. Everyone Says 'Hi' (Radio edit) - 3:29
2. Safe - 4:43
3. Wood Jackson - 4:48

UK versione 2
1. Everyone Says 'Hi' (Radio edit) - 3:29
2. When the Boys Come Marching Home - 4:46
3. Shadow Man - 4:46

UK versione 3
1. Everyone Says 'Hi' (Radio edit) - 3:29
2. Baby Loves That Way - 4:44
3. You've Got a Habit of Leaving - 4:51

Europa versione 1
1. Everyone Says 'Hi' (Radio edit) - 3:29
2. Safe - 4:43
3. Baby Loves That Way - 4:44
4. Sunday (Tony Visconti mix) - 4:56

Europa versione 2
1. Everyone Says 'Hi' (Radio edit) - 3:29
2. Safe - 4:43